# Joseph Ryelandt
Joseph Ryelandt (Bruges, Bèlgica, 7 d'abril de 1870 - 29 de juny de 1965) fou un compositor belga.
Estudià en el Conservatori de Brussel·les, i entre les seves nombroses obres, cal mencionar: una Sonata per a violoncel: una altra per a violí: un quintet per a piano i instruments d'arc; diverses peces per a piano; la cantata Santa Cecília; una altra titulada Purgatorium per a soprano, cor i orquestra; un Idil·li místic per a soprano i orquestra; 2 simfonies; 3 quartets per a instruments d'arc, i d'altres moltes composicions.